# 나카후라노정
나카후라노정(일본어: 中富良野町)은 일본 홋카이도 가미카와 지방 남부에 있는 소라치군의 정이다.
정명의 유래는 후라노 지구의 중부에 위치한 것에서 왔다. 후라노 지구를 대표하는 라벤더 정원인 팜 도미타가 있다.

## 지리
가미카와 지방 남부에 위치한다. 가미후라노정, 후라노시 사이에 끼어 있는 위치로 후라노 분지의 구릉지대에 있다.

### 기후
내륙성 기후에 속해 여름은 30℃ 전후, 겨울에는 -25℃까지 기온이 떨어진다. 연평균 기온은 6℃이다. 연간 강수량은 900mm 정도이며 평균 적설량은 평지에서는 1m, 산간 지역에서는 2~3m에 달한다. 내륙 지방이지만 동해와 멀지 않아 눈이 많이 온다.

### 인접한 자치체
- 가미카와 종합진흥국
  - 후라노시
  - 소라치군 가미후라노정
  - 가미카와군 비에이정

- 소라치 종합진흥국
  - 아시베쓰시

## 역사
- 1917년 - 가미후라노촌(현 가미후라노정)에서 분리되어 소라치군 나카후라노촌이 되었다.
- 1964년 - 정으로 승격해 나카후라노정이 되었다.

## 교통

### 철도
- 홋카이도 여객철도 후라노선

### 도로
- 국도 38호선
- 국도 237호선

## 관광지

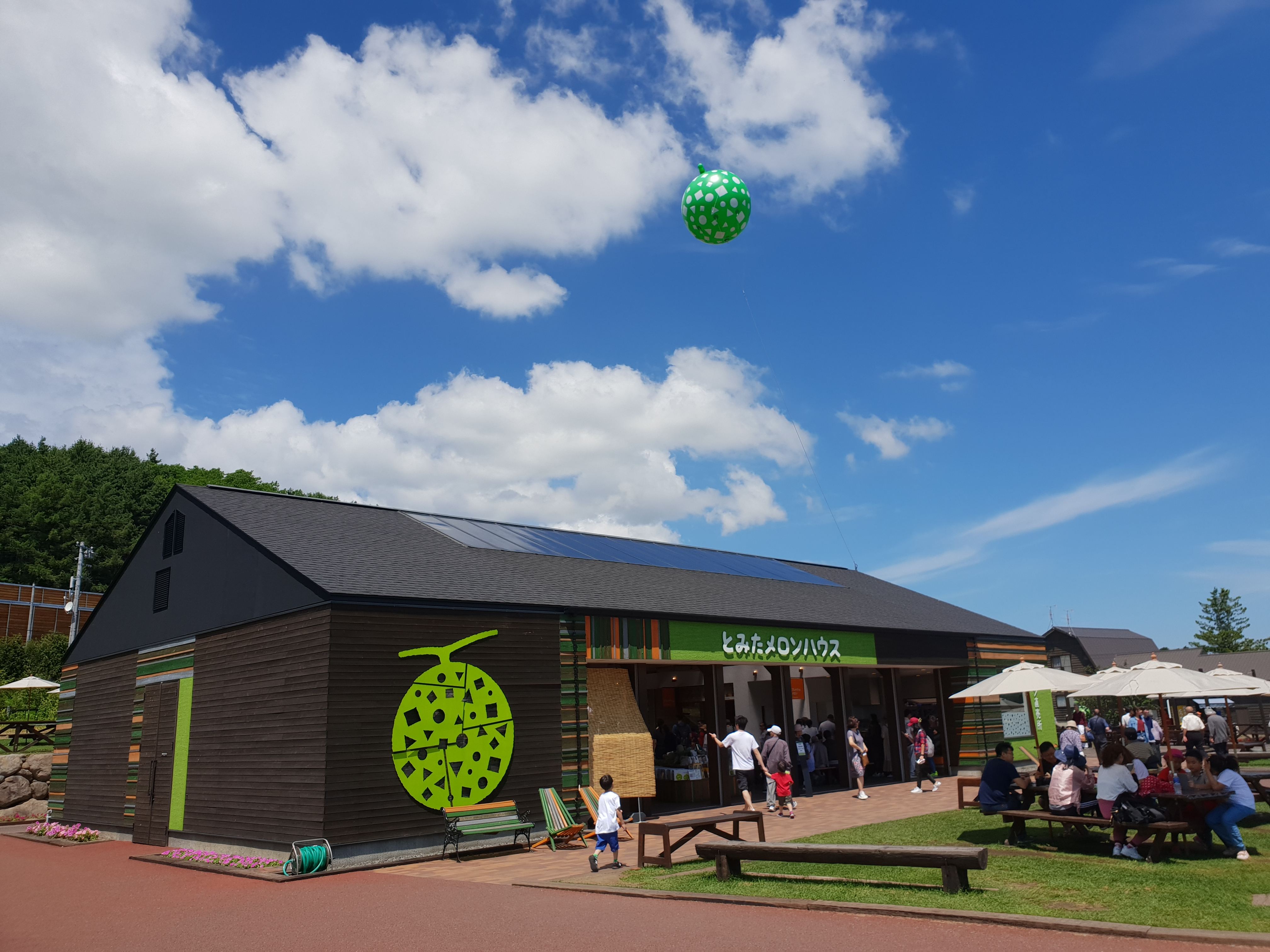
토미타 멜론 하우스
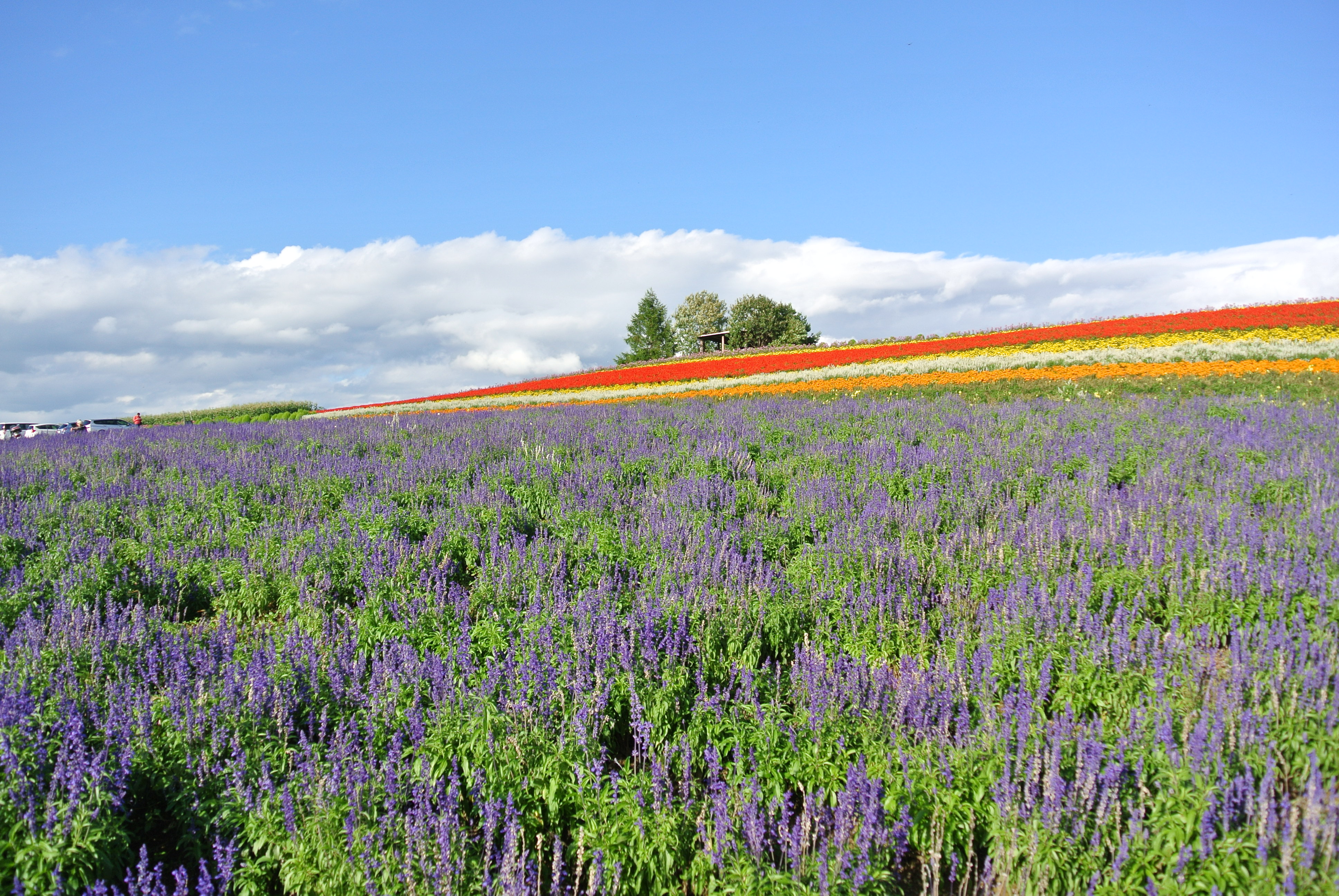
팜 토미타(2014년 8월)
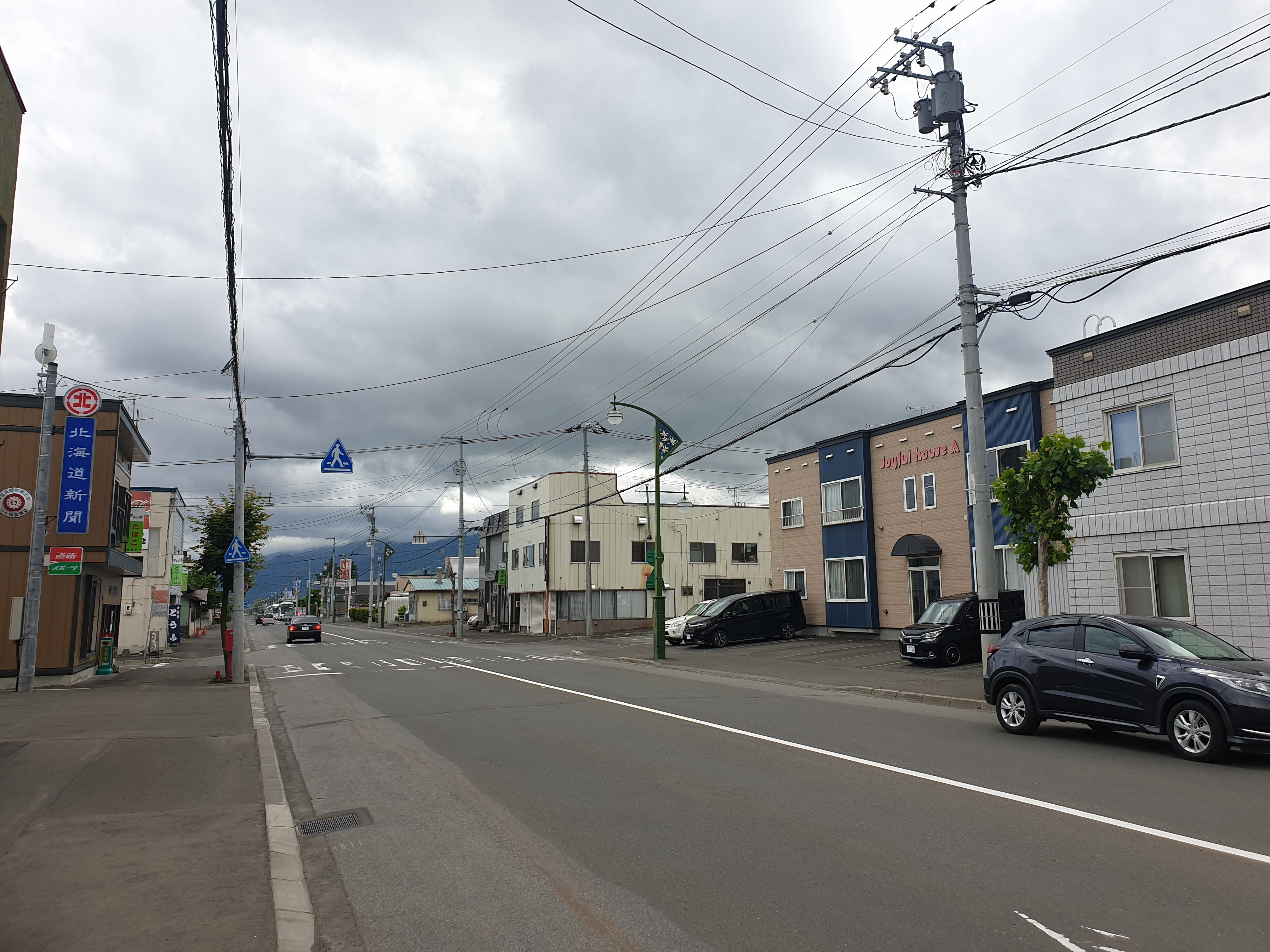
나카후라노정의 거리(2019년 6월)

- 팜 토미타
- 홋카이도 풍경화관
- 후라노 라벤더원
- 7가든

- 토미타 멜론 하우스
- 팜 토미타(2014년 8월)
- 나카후라노정의 거리(2019년 6월)